# Kōsuke Saitō
Kōsuke Saitō (齋藤 功佑?, Saitō Kōsuke; Yokohama, 16 giugno 1997) è un calciatore giapponese, centrocampista del Tokyo Verdy.